# フランコ・ビトッシ
フランコ・ビトッシ（Franco Bitossi、1940年9月1日 - ）は、イタリア、カマイオーニ・ディ・カルミニャーノ出身の元自転車競技（ロードレース）選手。

## 来歴
グランツールにおける総合優勝記録はないが、ポイント賞はツール・ド・フランスで1回、ジロ・デ・イタリアで2回、山岳賞はジロ・デ・イタリアで3回（3年連続）の獲得を果たした。
1963年
- ジロ・デ・イタリア 山岳賞部門 3位

1964年
- ジロ・デ・イタリア
  - 山岳賞
  - 区間4勝(第3、16、17、20)
  - 総合10位

1965年
- ジロ・デル・ラツィオ 優勝
- チューリッヒ選手権 優勝
- ジロ・デ・イタリア
  - 山岳賞
  - 区間1勝(第21)
  - 総合7位
- ツール・ド・スイス 総合優勝(区間2勝=第2、5)

1966年
- ジロ・デ・イタリア
  - 山岳賞
  - 区間2勝(第14、16)
  - 総合8位
- ツール・ド・フランス 区間2勝(第5、17)
- コッパ・サバティーニ 優勝
- ツール・ド・ロマンディ 区間2勝(第1b、4)

1967年
- ティレーノ〜アドリアティコ 総合優勝(区間1勝=第1)
- ジロ・ディ・ロンバルディア 優勝
- トロフェオ・ライグエーリア 優勝
- コッパ・アゴストーニ 優勝
- ジロ・デ・イタリア 区間1勝(第7)

1968年
- チューリッヒ選手権 優勝
- ミラノ〜トリノ 優勝
- ジロ・ディ・トスカーナ 優勝
- コッパ・ベルノッキ 優勝
- コッパ・サバティーニ 優勝
- ツール・ド・フランス
  -  ポイント賞
  - コンビネーション賞(初代受賞者)
  - 区間2勝(第7、16)
  - 総合8位
- ジロ・デ・イタリア
  - 区間1勝(第17)
  - 総合10位
  - ポイント賞部門 2位
- ティレーノ〜アドリアティコ 区間1勝(第4)

1969年
- ジロ・デ・イタリア
  -  ポイント賞
  - 区間2勝(第14、17)
  - 総合10位
- コッパ・アゴストーニ 優勝
- カタルーニャ一周 総合2位(区間2勝=第7、8)
- ティレーノ〜アドリアティコ 区間2勝(第1、2)

1970年
- ジロ・ディ・ロンバルディア 優勝
- カタルーニャ一周 総合優勝(区間1勝=第1)
- ジロ・デ・イタリア
  -  ポイント賞
  - 区間4勝(第1、3、17、19)
  - 総合7位
- イタリア選手権（ジロ・デル・ヴェネト） 優勝
- ジロ・デッレミリア 優勝
- ジロ・ディ・カンパーニア 優勝
- ツール・ド・スイス 区間2勝(第1、3)
- ツール・ド・ロマンディ 区間1勝(第2)

1971年
- ジロ・デ・イタリア 区間1勝(第15)
- イタリア選手権（グラン・プレミオ・インドゥストリア・エ・コッメルチョ・ディ・プラート） 優勝
- コッパ・アゴストーニ 優勝
- パリ〜ニース 区間1勝(第3)
- ツール・ド・ロマンディ 区間1勝(第1b)
- ジロ・ディ・ロンバルディア 2位

1972年
- ジロ・デッラ・プロヴィンチャ・ディ・レッジョ・カラブリア 優勝
- ジロ・ディ・カンパーニア 優勝
- ジロ・ディ・プーリア 総合優勝
- 世界選手権・プロロードレース 2位

1973年
- ジロ・デル・ヴェネト 優勝
- ジロ・デッレミリア 優勝

1974年
- ジロ・デ・イタリア
  - 区間3勝(第6、8、18)
  - 総合9位
  - ポイント賞部門 2位
- ツール・ド・スイス 区間4勝(第3a、3b、6、9)
- トロフェオ・マッテオッティ 優勝

1975年
- ジロ・デ・イタリア 区間1勝(第15)
- パリ〜ニース 区間1勝(第3)

1976年
- イタリア選手権（コッパ・ベルノッキ） 優勝
- ジロ・デル・フリウーリ 優勝
- トロフェオ・ライグエーリア 優勝

1977年
- イタリア選手権・シクロクロス優勝
- グラン・プレミオ・チッタ・ディ・カマイオーレ 優勝
- 世界選手権・プロロードレース 3位
- ジロ・ディ・ロンバルディア 3位

1978年
- イタリア選手権・シクロクロス優勝
- ティレーノ〜アドリアティコ 区間1勝(第2)